# Bo Skovhus
Bo Skovhus (Ikast, 22 maggio 1962) è un baritono danese.
La sua carriera come cantante lirico inizia nel 1988 a Vienna: negli anni ha acquisito una certa celebrità, e oggi è piuttosto noto in Europa come in America e in Giappone.
Il suo repertorio è principalmente quello di Don Giovanni nell'omonima opera mozartiana, il conte D'Almaviva nelle Nozze di Figaro e Guglielmo in Così fan tutte.

## Discografia
- Brahms: Triumphlied, Ave Maria, Schicksalslied & Nanie - Bo Skovhus/Danish National Symphony Orchestra/Gerd Albrecht, 2004 Chandos
- Mahler: Das Lied Von Der Erde - Bo Skovhus/Esa-Pekka Salonen/Los Angeles Philharmonic/Plácido Domingo, 1999 SONY BMG
- Schubert Schumann, Leise Flehen Meine Lieder - Bo Skovhus/Danish National Symphony Orchestra, 2009 SONY
- Songs by the Sea - A Scandinavian Journey - Bo Skovhus/Danish National Symphony Orchestra/Michael Schonwandt, 2004 Chandos
- Bo Skovhus: Arias - Bo Skovhus/English National Opera Orchestra/James Conlon, 1997 SONY BMG

## DVD
- Lehar: The Merry Widow (San Francisco Opera, 2001) - Bo Skovhus/Angelika Kirchschlager, Opus Arte/Naxos/BBC
- Reimann: Lear (Hamburg State Opera, 2014) - Bo Skovhus/Simone Young, Arthaus Musik/Naxos
- Strauss R: Capriccio (Vienna State Opera, 2013) - Renée Fleming/Bo Skovhus/Angelika Kirchschlager/Christoph Eschenbach, C Major/Naxos
- Tchaikovsky: Eugene Onegin (DNO, 2011) - Bo Skovhus/Mariss Jansons, Opus Arte/Naxos
- Verdi: Don Carlos (Vienna State Opera, 2004) - Ramón Vargas/Bo Skovhus, Arthaus Musik/Naxos
- Wagner: Tristan und Isolde (Glyndebourne, 2007) - Bo Skovhus, Opus Arte/Naxos